# أوسكار بيترسون (لاعب كرة قدم)
أوسكار بيترسون (بالسويدية: Oscar Pettersson)‏ هو لاعب كرة قدم سويدي في مركز الهجوم، ولد في 1 فبراير 2000 في ستوكهولم في السويد. لعب مع نادي يورغوردينس.

## وصلات خارجية
- أوسكار بيترسون على موقع اتحاد السويد (السويدية)
- أوسكار بيترسون على موقع قاعدة بيانات كرة القدم.إي يو (الإنجليزية)
- أوسكار بيترسون على موقع ناشيونال فوتبول تيمز (الإنجليزية)
- أوسكار بيترسون على موقع Soccerway.com (الإنجليزية)
- أوسكار بيترسون على موقع عالم كرة القدم.نت (الإنجليزية)